# Haikyu!! – Chàng khổng lồ tí hon
Haikyū!! (ハイキュー!! Kanji tiếng Nhật viết là 排球 (bài cầu), nghĩa là "bóng chuyền") là một seires manga shōnen Nhật Bản được sáng tác và minh họa bởi Furudate Haruichi (古舘 春一). Ban đầu bộ truyện được dự kiến sẽ là một one-shot phát hành tại tạp chí Jump NEXT! của Shūeisha, nhưng kể từ tháng 2 năm 2012, các chương truyện được đăng hàng tuần trên tạp chí Weekly Shōnen Jump. Tính đến tháng 5 năm 2020, bộ truyện đã được đóng thành 43 quyển tankōbon và phát hành ở Nhật Bản thông qua Shueisha. Tại Việt Nam, bộ truyện được Nhà xuất bản Kim Đồng mua bản quyền và phát hành với tên Haikyu!! – Chàng khổng lồ tí hon.
Bộ truyện được chuyển thể thành một seires anime truyền hình bởi Production I.G, với mùa một lên sóng từ tháng 4 đến tháng 9 năm 2014. Mùa hai bắt đầu lên sóng từ tháng 10 năm 2015 đến tháng 3 năm 2016 và mùa ba là từ tháng 10 đến tháng 12 năm 2016. Mùa bốn của bộ anime được chia làm hai phần: phần thứ nhất được lên sóng từ tháng 1 đến tháng 4 năm 2020, còn phần thứ hai được trình chiếu vào tháng 10 đến tháng 12 năm 2020. Một series phim điện ảnh có tên là Haikyu!! Final đã được công bố là phần cuối của bộ truyện, dự kiến công chiếu vào năm 2024.
Năm 2016, Haikyu!! thắng giải manga shōnen hay nhất tại Lễ trao giải Shogakukan Manga Award Lần thứ 61. Tính đến tháng 12 năm 2019, bộ truyện đã bán được hơn 35 triệu bản in.

## Cốt truyện
Hinata Shōyō, một học sinh cấp 2 đã ấp ủ ước mơ trở thành vận động viên bóng chuyền sau khi tình cờ xem trên TV Câu lạc bộ Bóng chuyền THPT Karasuno giành lấy chiến thắng ở vòng loại tiến vào Giải Bóng chuyền Thiếu niên Quốc gia. Có điểm chung là vóc người nhỏ con, cậu đặc biệt ngưỡng mộ tay đập biên thấp người nhưng vô cùng tài năng, đồng thời là "ace" của đội Karasuno, người được các bình luận viên mệnh danh là "Chàng khổng lồ tí hon". Dù hoàn toàn thiếu kinh nghiệm, Hinata có một tinh thần thể thao rất ấn tượng cùng một sức bật nhảy đáng gờm; cậu tham gia vào câu lạc bộ bóng chuyền của trường – nhưng trớ trêu thay lại là thành viên duy nhất. Hinata đành dành ra hai năm tiếp theo thuyết phục những học sinh khác gia nhập câu lạc bộ để có đủ thành viên tham gia các giải đấu.
Vào năm thứ ba và cũng là năm cuối cùng ở trường THCS, câu lạc bộ của Hinata cuối cùng cũng có đủ sáu người để lập thành một đội. Trong trận đấu chính thức đầu tiên của đời cậu, đội của Hinata hứng chịu thất bại nặng nề (2:0 / 25-5, 25-8) trong vỏn vẹn 31 phút khi đối đầu với ứng cử viên sáng giá cho chức vô địch: đội của Kageyama Tobio – một thần đồng bóng chuyền chơi ở vị trí chuyền hai với biệt danh "Vua Sân Đấu". Giữa hai cậu bé lóe lên một sự kình địch và trước khi từ biệt nhau, Hinata thề sẽ đánh bại Kageyama khi cả hai lên cấp 3.
Hinata học và thi vào trường THPT Karasuno, ngôi trường mà Chàng khổng lồ tí hon từng chơi, nhưng bất ngờ thay, Kageyama cũng chọn theo học ở đây. Karasuno được tiết lộ là đã dần mất đi danh tiếng của một hùng trường sau thời của Chàng khổng lồ tí hon, giờ đây mang những biệt danh như "Phế vương" và "Quạ đen gãy cánh". Tuy nhiên, sau khi kết hợp những kĩ năng chuyền bóng thiên phú của Kageyama và thể lực phi thường của Hinata, bộ đôi đã tạo nên một chiến thuật bóng chuyền khiến ai cũng phải trầm trồ. Trong suốt quá trình làm quen và kết nối với đội bóng bài bản đầu tiên của mình, Hinata biết thêm về những thiếu sót của mình mà cậu có thể giúp khắc phục và đổi lại, Kageyama có thể giúp Hinata phát huy tối đa những khả năng của mình, và thế là bắt đầu cuộc hành trình khôi phục danh tiếng của Câu lạc bộ Bóng chuyền THPT Karasuno với mục tiêu: giành chiến thắng ở Giải Bóng chuyền Thiếu niên Quốc gia.

## Nhân vật

### Cao trung Karasuno
Cao trung Karasuno (烏野高校, Karasuno Kōkō) nằm ở tỉnh Miyagi, vùng Tōhoku. Từ "karasu" trong "Karasuno" có nghĩa là "quạ" trong tiếng Nhật. Karasuno có sự đối đầu nổi tiếng với trường THPT Nekoma ở Tokyo, thường được gọi là "Trận chiến vùng phế liệu" vì quạ và mèo (linh vật của trường Nekoma) được biết tới như là những loài vật hay lục lọi ở các bãi rác. Trong quận Miyagi, các đối thủ chính của Karasuno gồm có trường Cao Trung Aoba Johsai, Date Tech và Học viện Shiratorizawa. Biểu ngữ của đội có màu đen và một chữ duy nhất, "Bay" màu trắng. Màu của đội là cam và đen.
Hinata Shōyō (日向 翔陽)
Học sinh năm nhất. Hinata đã có được động lực để chơi bóng chuyền sau khi chứng kiến một cầu thủ của đội Cao trung Karasuno có biệt danh "Người khổng lồ tí hon" ghi bàn thắng trước những đối thủ to lớn hơn mình. Hồi cấp 2, cậu là một tay đập biên (Wing Spiker) và hiện tại đang giữ vị trí chắn giữa (Middle Blocker). Dù luôn bị đánh giá thấp bởi các cầu thủ khác khi có ngoại hình quá nhỏ bé để chơi bóng, cậu vẫn luôn quyết tâm nỗ lực. Tuy có chiều cao khiêm tốn nhưng Hinata Shoyo lại nổi tiếng về tốc độ và khả năng bật nhảy cực tốt, cho phép cậu trở thành "mồi nhử" để đánh lừa đối thủ và mở đường cho hàng tấn công của Karasuno. Hinata khoác áo số 10, cũng là số áo mà "Người khổng lồ tí hon" mặc.
Kageyama Tobio (影山 飛雄)
Học sinh năm nhất. Kageyama từng được gọi là "Vua Sân Đấu" bởi những đồng đội cũ của mình tại Sơ trung Kitagawa Daiichi vì luôn có thái độ độc tài, tính khí nóng nảy, không có khả năng phối hợp với những người khác và chỉ quan tâm tới việc giành chiến thắng mà không thèm lắng nghe ý kiến của đồng đội. Hiện tại cậu đang giữ vị trí chuyền hai (Setter). Sau khi gia nhập Karasuno, cậu đã điều chỉnh lại thái độ trước kia của mình với sự giúp đỡ của những người đồng đội mới và "tái khám phá" ý nghĩa của việc trở thành một phần của đội bóng. Kageyama bắt đầu có sự tôn trọng hơn với các đàn anh của mình cũng như biết cách chấp nhận những người có kĩ năng hoặc suy nghĩ khác với mình. Cậu đã hiểu ra được tầm quan trọng của việc làm việc theo nhóm và sự tin tưởng lẫn nhau trong môn thể thao mà cậu luôn yêu mến. Chính những điều này đã lấy lại sự tự tin của cậu trong vị trí chuyền hai. Kageyama có xu hướng che giấu cảm xúc của mình và không có khả năng giao tiếp tốt với người khác. Cậu được đánh giá rộng rãi bởi nhiều cầu thủ và huấn luyện viên như một thần đồng trong môn bóng chuyền. Kageyama khoác áo số 9.
Sawamura Daichi (澤村 大地)
Học sinh năm ba. Cậu là đội trưởng của đội và giữ vị trí tay đập biên (Wing Spiker). Daichi là một đội trưởng vô cùng quan tâm và có trách nhiệm luôn đặt đội bóng lên trên hết. Cậu cũng rất kiên nhẫn và thấu hiểu, nhưng sẽ trở nên vô cùng đáng sợ khi nổi giận, mặc dù cậu hiếm khi bộc lộ khía cạnh này. Daichi trở nên rất khắt khe khi các thành viên trong đội vượt tầm kiểm soát. Tuy thế, những việc làm và hành động của cậu luôn luôn là vì lợi ích tốt nhất của toàn đội. Vì sự tận tâm cho đội bóng và sự chỉ huy của cậu, Daichi vừa được tôn trọng lẫn sợ hãi bởi các thành viên của đội. Trong năm học đầu tiên của cậu tại Karasuno, cậu đã đề ra các phương hướng để thay đổi đội bóng cũng như chiêu mộ Shimizu Kiyoko làm người quản lý. Daichi khoác áo số 1.
Sugawara Koshi (菅原 孝支)
Học sinh năm ba. Cậu là đội phó và là chuyền hai (Setter) thay thế của đội bóng. Cậu thường được gọi bằng biệt danh "Suga". Mặc dù không còn là chuyền hai chính của đội nữa sau khi Kageyama gia nhập, cậu chưa hề nghĩ tới việc từ bỏ chơi bóng. Hơn hết, cậu còn khích lệ bản thân và đồng đội không được bỏ cuộc, mặc cho tình thế có khó khăn đến mức nào. Sự cống hiến của Sugawara cho bóng chuyền rất rõ ràng, khi cậu đã quyết định tiếp tục hoạt động câu lạc bộ ngay cả khi hầu hết các học sinh năm ba đều chọn nghỉ hoạt động để tập trung vào tương lai của họ. Cậu cũng rất thông minh khi có thể nghĩ ra các kí hiệu tay và kí hiệu lời nói, hoặc đưa ra những chiến thuật hữu ích ngay trong các trận đấu mà các thành viên có thể sử dụng được. Dù luôn thể hiện thái độ mẫu mực, Sugawara đôi khi cũng rất tinh quái và bạo lực khi trêu chọc đồng đội của mình. Sugawara khoác áo số 2.
Azumane Asahi (東峰 旭)
Học sinh năm ba. Cậu giữ vị trí đập biên (Wing Spiker) và là Ace của đội. Trái ngược với ngoại hình trưởng thành hơn tuổi và có phần khó gần của mình, Asahi khá trầm lặng và nhẹ nhàng, được biết tới là có "trái tim thủy tinh". Lúc đầu, cậu tỏ ra yếu đuối khi đã rời đội bóng trước khi các học sinh năm nhất tới, cảm thấy rằng mình đã làm cả đội thất vọng khi họ để thua Cao Trung Date Tech mặc dù mọi người đã kì vọng vào cậu. Cậu nhiều lúc vẫn phải vật lộn với sự tự ti và đã có một thời gian cậu nghi ngờ khả năng của mình nhiều đến mức rời đội bóng. Mặc dù vẫn cảm thấy không an toàn với nhiều thứ và là một người khá nhát gan, cậu đã tuyên bố rõ ràng rằng bản thân không có ý định để bất cứ ai lấy đi vị trí Ace của mình. Asahi và bạn thân với Sugawara và Daichi, đồng thời cũng thân thiết với Nishinoya, người đã động viên cậu trở lại đội. Asahi khoác áo số 3.
Tanaka Ryunosuke (田中 龍之介)
Học sinh năm hai. Cậu là tay đập biên (Wing Spiker) và là một Ace đầy triển vọng của đội. Tanaka rất ồn ào, nóng vội và dễ dàng tức giận. Dù vậy, cậu rất quan tâm và ủng hộ đồng đội hết mình, và thậm chí còn đứng ra bảo vệ các đàn anh của mình. Cậu không hề có ý tốt với những người hay coi thường người khác, như khi cậu đã tức giận với Tsukishima Kei vì đã khích bác người khác trong trận 3 đấu 3 đầu tiên của họ. Cậu cũng tỏ ra vui thích khi được đàn em gọi là "senpai". Một khi đã trở nên phấn khích, Tanaka thường không thể ngăn cản được trên sân đấu cũng như ồn ào không kiềm chế nổi, thông qua việc ăn mừng thái quá sau khi ghi bàn hoặc thành công thực hiện một động tác tuyệt vời. Cậu cũng là một người có ý chí mạnh mẽ, không để bản thân bị mất tinh thần vì những chuyện như bị chắn bóng hoặc bị nhắm thành mục tiêu. Thay vì để tâm tới những việc đó, cậu tự lên dây cót cho bản thân và vẫn tiếp tục nỗ lực bất kể chuyện gì. Cậu là bạn tốt với Nishinoya. Tanaka khoác áo số 5.
Nishinoya Yuu (西谷 夕)
Học sinh năm hai. Cậu giữ vị trí Libero-chuyên về phòng thủ trong đội và được mệnh danh là "Vị thần bảo hộ của Karasuno" bởi kĩ năng xuất sắc của mình. Cùng với Kageyama, cậu được xem là một trong hai thiên tài của Karasuno, được nhận giải "Libero xuất sắc nhất" của quận khi còn học cấp 2. Nishinoya là một người rất năng động và rất có khí chất. Bản chất huyên náo và hành động tai quái điên cuồng của cậu có thể dễ dàng thu hút những sự chú ý không mong muốn, và nó thường trở nên vô cùng tồi tệ. Mặc dù Nishinoya hiếm khi lo lắng về những hậu quả mà hành động của cậu gây ra, cậu lại vô cùng để ý tới cảm xúc và những sự bất an của bạn bè mình. Cậu vô cùng tự hào với động tác đỡ bóng đặc trưng của mình, "Rolling Thunder". Giống như Tanaka, cậu cũng có sự quan tâm tới Shimizu Kiyoko, nhưng luôn bị lờ đi hoàn toàn mỗi khi cố gắng tiếp cận cô. Nishinoya có thể vô cùng thiếu kiên nhẫn, dễ bị kích động và bốc đồng. Tuy nhiên, trong khi thi đấu, thái độ của cậu thay đổi hoàn toàn và trở nên vô cùng tập trung và nghiêm túc, luôn giữ phong thái điềm tĩnh và làm mọi thứ trong khả năng của mình để hỗ trợ đồng đội tới phút cuối cùng. Vì thế, mọi người trong câu lạc bộ bóng chuyền đều tỏ ra rất mực tôn trọng cậu. Nishinoya khoác áo số 4.
Tsukishima Kei (月島 蛍)
Học sinh năm nhất. Cậu là tay chắn giữa (Middle Blocker) và là thành viên cao nhất của đội. Tsukishima rất thờ ơ, tự mãn và nhiều lúc sẽ chọc tức các thành viên trong đội, đôi khi còn cả với các đội khác. Mặc dù luôn tỏ ra ngạo mạn, cậu lại có lòng tự trọng thấp, thường nghĩ bản thân là kém cỏi và ghét những cầu thủ "ưu tú" như Kageyama. Dù luôn thờ ơ với mọi thứ và không làm những gì mình không thích, Tsukishima vẫn thực lòng thích bóng chuyền. Ban đầu cậu không thực sự nỗ lực tập luyện bóng chuyền là vì lo sợ rằng sẽ lại có kết cục giống anh trai mình trong quá khứ. Tuy nhiên, sau cuộc đối mặt với người bạn thân nhất là Yamaguchi và nghe những lời nói của Bokuto tại trại huấn luyện Tokyo, cậu bắt đầu chơi bóng một cách nghiêm túc và tìm thấy được đam mê của mình. Sau đó, Tsukishima cũng tin vào khả năng của bản thân và cảm thấy tự hào với sự tiến bộ của mình. Cậu thường rất điềm tĩnh, nhưng vẫn có thể trở nên bực mình khi mọi người đánh giá thấp cậu hoặc nói cậu có thể hay không thể làm điều gì. Tsukishima khoác áo số 11.
Yamaguchi Tadashi (山口 忠)
Học sinh năm nhất. Cậu là tay chắn giữa (Middle Blocker) và Pinch Server của đội. Yamaguchi là một người khá nhút nhát nhưng thân thiện và chăm chỉ. Cậu là người bạn thân từ nhỏ của Tsukishima. Cậu là một người rất nỗ lực, khi đã tự tìm những buổi luyện tập thêm và vẫn tiếp tục tập tành bên ngoài đội, sau khi nhận thấy bản thân yếu kém thế nào so với những thành viên khác. Sau sự thua cuộc trước đội Aoba Jousai, Yamaguchi đã có thêm tự tin nhờ vào các đồng đội của mình và Shimada Makoto, một cựu thành viên của đội Karasuno, người đã giúp cậu luyện tập kỹ thuật giao bóng jump float. Mặc dù luôn có sự ngưỡng mộ với bạn mình, Yamaguchi cũng không ngại nói ra ý kiến của mình khi cậu không chấp nhận điều gì đó mà Tsukishima đang làm, và mắng cậu vì đã không nỗ lực hết mình trong suốt đợt tập luyện. Yamaguchi khoác áo số 12.
Ennoshita Chikara (縁下 力)
Học sinh năm hai. Cậu là tay đập biên (Wing Spiker) thay thế của đội. Ennoshita có vẻ là một người trầm tính, kín đáo và thường có một nụ cười nhẹ nhàng, nhưng có thể tỏ ra quả quyết và bạo dạn hơn so với các học sinh năm hai khác. Cậu cũng là học sinh năm hai duy nhất có thể kiểm soát được Tanaka và Nishinoya. Ennoshita có khả năng thấu hiểu và đồng cảm với nhiều người khác nhau, chính điều này đã khiến cậu trở thành một ứng cử viên tốt cho vị trí đội trưởng sau khi các thành viên năm ba tốt nghiệp. Tuy thế, cậu lại thiếu tự tin vào bản thân, đa phần là vì thiếu kinh nghiệm trong các trận đấu và đã từng gặp khó khăn khi phải thay thế Daichi trong trận đấu với đội Nam Wakutani. Cậu cũng rất thông minh và chưa bao giờ nhận điểm trượt trong học tập. Khi còn ở năm nhất, Ennoshita đã cùng với một nhóm vài thành viên khác nghỉ câu lạc bộ do áp lực và các bài tập khắc nghiệt từ huấn luyện viên Ukai Ikkei. Tuy nhiên, vì tình yêu với bóng chuyền mà cậu đã trở lại câu lạc bộ, nhưng chỉ để biết được rằng huấn luyện viên Ukai đã lại nghỉ hưu lần nữa. Cảm thấy tội lỗi, cậu đôi khi thấy mình không xứng đáng được ở trong đội và luôn tự thúc đẩy bản thân trong quá trình tập luyện để "giành lại vị trí của mình". Ennoshita khoác áo số 6.
Kinoshita Hisashi (木下 久志)
Học sinh năm hai. Cậu là tay đập biên (Wing Spiker) thay thế của đội. Kinoshita rất lo lắng khi nói tới kỹ năng của riêng cậu và thường xuyên lo rằng bản thân có tốt hay không. Cậu có khả năng phát bóng jump float vào cùng tại một điểm nhất định mà Yamaguchi rất ngưỡng mộ. Cậu thường xuyên cổ vũ cho đội mình khi thi đấu và không ngần ngại nhận xét một cách ranh mãnh các đồng đội của mình. Cậu, cùng với Ennoshita và Narita, là một trong vài thành viên đã bỏ tập khi cựu huấn luyện viên Ukai trở lại sau khi nghỉ hưu để tiếp tục huấn luyện đội bóng. Kinoshita khoác áo số 7.
Narita Kazuhito (成田 一仁)
Học sinh năm hai. Cậu là tay chắn giữa (Middle Blocker) thay thế của đội. Narita là một người điềm tĩnh, thân thiện và không dễ bị chọc tức. Cậu cũng là một trong số ít thành viên đã nghỉ tập một thời gian. Cậu làm việc tốt với Sugawara, đồng thời luôn luyện tập những đòn công kết hợp và đòn công thường để có một vị trí thường xuyên trong đội. Narita khoác áo số 8.

### Cao Trung Nekoma
Cao Trung Nekoma (音駒高校, Nekoma Kōkō) nằm ở khu Nerima của Tokyo. Từ "neko" trong "Nekoma" có nghĩa là "mèo" trong tiếng Nhật. Nekoma có một sự cạnh tranh lâu dài với Cao trung Karasuno. Huấn luyện viên của đội, Nekomata Yasufumi và cựu huấn luyện viên của Karasuno, Ukai Ikkei là bạn tốt của nhau và luôn mong muốn "Trận chiến vùng phế liệu" có thể diễn ra. Biểu ngữ của Nekoma có màu đỏ và từ "Kết Nối". Màu của đội là đỏ và đen. Câu khẩu hiệu trước trận đấu của Nekoma được đội trưởng Kuroo Tetsurō thực hiện, nói ẩn dụ rằng các thành viên giống như "máu", phải kết nối và tuần hoàn nhịp nhàng, vận chuyển oxy để "bộ não" hoạt động bình thường.
Kuroo Tetsuro (黒尾 鉄朗)
Học sinh năm ba. Cậu là đội trưởng và giữ vị trí chắn giữa (Middle Blocker). Cậu là bạn từ nhỏ của Kozume Kenma. Với các đồng đội của mình, Kuroo là một người đội trưởng mạnh mẽ và đáng tin cậy, thường có trách nhiệm thúc đẩy tinh thần của các thành viên trong đội mỗi khi họ thấy mất tinh thần bằng những lời châm chọc ranh mãnh. Cậu luôn tìm thấy sự thích thú trong việc đối đầu với những đối thủ mạnh. Kuroo là một người có trực giác và khả năng quan sát cực kỳ tốt khi nói đến bóng chuyền. Cậu có thể nhanh chóng nhận thấy và phân tích từng chuyển động của các tay đập bóng, giúp cậu thực hiện thành công một cú chặn bóng và phá hủy đà chiến đấu của đội bên kia. Trong suốt đợt luyện tập tại Tokyo, cậu đã giúp Tsukishima về kĩ năng chắn bóng. Kuroo còn mời Tsukishima tới luyện tập với mình khi rảnh rỗi, tất cả là vì muốn Karasuno có thể tiến được đến Giải Toàn quốc để thực hiện mong ước của huấn luyện viên Nekomata. Kuroo khoác áo số 1.
Kai Nobuyuki (海 信行)
Học sinh năm ba. Cậu là đội phó và giữ vị trí đập biên (Wing Spiker). Cậu còn là một cầu thủ toàn diện, tốt ở cả đập bóng lẫn đỡ bóng. Kai có tính cách nhẹ nhàng và dễ chịu, và là bạn thân của Kuroo và Yaku. Kai khoác áo số 2.
Yaku Morisuke (夜久 衛輔)
Học sinh năm ba. Cậu giữ vị trí Libero trong đội. Cậu được biết đến là một Libero rất giỏi, được khen ngợi bởi Nishinoya và Kageyama cho kĩ năng đỡ bóng của mình. Không giống như Hinata hay Nishinoya, Yaku dễ dàng tức giận với bất cứ ai nhắc đến chiều cao của mình. Ngoài ra, cậu được biết đến như người chăm sóc của cả đội khi luôn quan tâm đến mọi người. Yaku khoác áo số 3.
Yamamoto Taketora (山本 猛虎)
Học sinh năm hai. Cậu ở vị trí đập biên (Wing Spiker) và là Ace của đội. Giống như Tanaka, cậu ồn ào và rất dễ nổi nóng, thường bị quở trách bởi Yaku. Cậu cũng thường cãi cọ với Kenma, vì tin vào việc phải sử dụng hết năng lượng cho mọi việc, nhưng Kenma thì không muốn tiêu hết năng lượng của mình. Cùng với Tanaka và Nishinoya, cậu cũng hâm mộ Shimizu nhưng lại thường kém may mắn với con gái. Yamamoto khoác áo số 4.
Kozume Kenma (孤爪 研磨)
Học sinh năm hai. Cậu giữ vị trí chuyền hai (Setter). Kenma được nhắc đến như là "trái tim" và "bộ não" của đội Nekoma bởi các đồng đội của mình. Cậu là một người vô cùng điềm tĩnh và có óc phân tích. Cậu hiếm khi mất bình tĩnh và thường không bao giờ cảm thấy hào hứng hay phấn khích về bất cứ điều gì (trừ video game). Cậu trầm lặng, kín đáo và thường không nói ra ý kiến của mình vì sợ những gì mọi người có thể nghĩ về mình, và ghét trở nên nổi bật hay bị chú ý ví dụ như việc cậu nhuộm một phần tóc thành màu vàng để tránh bị mọi người chú ý. Kenma không dễ tiếp cận và cậu cũng không dễ dàng kết bạn được với mọi người. Cậu hiếm khi bộc lộ cảm xúc, nên thường để lại cho người khác ấn tượng là một người lạnh lùng. Thế nhưng, cậu cũng quan tâm tới bạn bè của mình và để ý tới những điều nhỏ nhặt nhất trong thái độ của họ. Mặc dù có tính cách nhút nhát, Kenma lại khá giỏi với giác quan nhạy bén, khả năng phân tích tốt và có kĩ thuật đã bù lại cho sự thiếu sót của cậu trong sức mạnh, tốc độ và sức chịu đựng. Kenma khoác áo số 5.
Fukunaga Shouhei (福永 招平)
Học sinh năm hai. Cậu giữ vị trí đập biên (Wing Spiker). Cậu có tính cách trầm lặng và hiếm khi nói. Nhưng trong phần OVA, cậu đã giúp Yamamoto và Kenma đang cãi nhau trong việc té một xô nước hạ hoả họ trước mặt các anh năm 3, điều đó khiến cậu thể hiện rõ sự đáng yêu và quan tâm đồng đội. Fukunaga khoác áo số 6.
Inuoka Sou (犬岡 走)
Học sinh năm nhất. Cậu ở vị trí chắn giữa (Middle Blocker) trong đội. Sau này, cậu chuyển sang làm tay đập biên (Wing Spiker) sau khi vị trí thông thường của cậu bị thay thế bởi Lev. Giống Hinata, Inuoka cũng có tính cách vui vẻ và hào hứng, do vậy mà hai người thân với nhau rất nhanh. Cậu là người đầu tiên có thể chặn được đòn công nhanh lập dị của Hinata và Kageyama. Inouka cao và hay phấn khích, cũng như đã chân thành khen ngợi Hinata vì đã nhanh chóng tiếp thu được việc những đòn công của họ bị chặn chỉ trong một trận đấu. Cậu trở thành bạn tốt với Hinata, dù về cơ bản thì hai người là đối thủ, và thường giao tiếp với nhau bằng những tiếng mà không ai có thể hiểu được. Inouka khoác áo số 7.
Haiba Lev (灰羽 リエーフ)
Học sinh năm nhất. Cậu là một trong những tay chắn giữa (Middle Blocker) của đội và thường tự nhận mình là Ace. Lev là thành viên cao nhất trong đội và là con lai, mang hai dòng máu Nhật - Nga, mặc dù cậu chỉ nói tiếng Nhật. Cậu có tính cách vui vẻ và rất yêu đời. Do không có kinh nghiệm chơi bóng chuyền từ trước nên cậu đã không có mặt trong trận đấu tập đầu tiên giữa Nekoma và Karasuno. Giống Hinata, Lev cũng có mong ước được trở thành Ace của đội, dù cậu vẫn đang luyện tập những kĩ năng cơ bản của mình. Cậu thường tập luyện với Kenma, người được huấn luyện viên Nekomata giao cho việc "chăm sóc Lev", để cải thiện kĩ năng của mình. Lev làm Kenma nhờ tới Hinata vì cùng có tính phấn khích, cố chấp và vẫn còn nghèo nàn ở những kĩ năng cần thiết như giao bóng và đỡ bóng. Cậu cũng tập với Kuroo, người đã dạy cậu kĩ thuật read-blocking. Lev khoác áo số 11.
Shibayama Yuuki (芝山 優生)
Học sinh năm nhất. Cậu là một trong những thành viên giữ vị trí Libero của đội và là thành viên thấp nhất. Cậu vô cùng tôn trọng Yaku nhưng lại không tự tin vào kĩ năng của bản thân. Chính vì vậy, cậu luôn cảm thấy áp lực khi phải làm tốt như đàn anh của mình. Shibayama khoác áo số 12.

### Cao trung Aoba Josai
Cao trung Aoba Jōsai (青葉城西高校, Aoba Jōsai Kōkō), hay gọi ngắn gọn là Seijō (青城, Seijo), là một trường cao trung tư thục ở quận Miyagi. Đây là một ngôi trường mạnh có đội bóng chuyền nam nằm trong top 4 của quận. Aoba Johsai được biết đến với phong cách chơi mạnh mẽ và có chiến lược. Theo huấn luyện viên Ukai, họ là một đối thủ khó nhằn với Karasuno, là "kẻ thù không đội trời chung" của Karasuno trong quận Miyagi. Đây là một đội bóng mạnh và cân bằng, khi mà mỗi thành viên đều có thể đến bất cứ ngôi trường nào và trở thành Ace ở đó, nếu họ đã không gia nhập Aoba Johsai. Aoba Johsai từ trước tới nay luôn đủ điều kiện để tiến được vào vòng chung kết của cả Giải Liên trường lẫn Giải Mùa xuân, nhưng đều bị đánh bại bởi Shiratorizawa. Màu của đội là trắng và ngọc lam, biểu ngữ có dòng chữ "Thống Trị Sân Đấu".
Oikawa Tōru (及川 徹)
Học sinh năm ba. Cậu giữ vị trí chuyền hai (Setter) đồng thời là đội trưởng của đội bóng. Được biết đến là một trong những chuyền hai xuất sắc nhất trong quận Miyagi, Oikawa từng là đàn anh của Kageyama khi cả hai còn chơi cho đội bóng hồi cấp 2 là Kitagawa Daiichi. Vì thế, cậu thường được Hinata gọi là "Đại Đế Vương". Cậu được biết đến là rất "xấu tính" và hay tự mãn với cả các đối thủ lẫn chính các đồng đội của mình. Mặc dù có sự nổi tiếng, có nhiều fangirl xung quanh và khá trẻ con, Oikawa là một cầu thủ xuất sắc toàn diện và vô cùng nghiêm túc với môn bóng chuyền. Oikawa vô cùng chăm chỉ và thường luyện tập thêm những bài tập nặng khác sau các buổi tập thường ngày với cả đội. Cậu thường dành thời gian xem lại các trận đấu cũ của các đối thủ của cậu, quan sát các động tác của họ và lập chiến lược để đánh bại chúng. Cậu cũng rất thông minh, đầy mưu mẹo và có thể dễ dàng nhận ra điểm yếu của cả đồng đội lẫn của đối thủ. Dù có tài năng nổi bật, Oikawa lại là một người không vững, cảm thấy bản thân yếu kém so với những cầu thủ "thiên tài" như Kageyama và tự trách sự yếu kém của mình khi để thua Shiratorizawa. Chính vì thế, cậu thường luyện tập quá sức mình để có thể bù đắp lại thất bại đó, thậm chí đến mức bị chấn thương. Mặc dù luôn bị những trò đùa của Oikawa làm cho cáu tiết, cả đội vẫn luôn vô cùng tôn trọng cậu và hoàn toàn tin tưởng cậu. Cậu và các thành viên năm ba đặc biệt thân thiết với nhau, tất cả đều mong mỏi có thể tiến được tới Giải Toàn quốc trước khi tốt nghiệp cấp 3. Cậu và Iwaizumi là bạn thân từ nhỏ và đã chơi bóng chuyền cùng nhau một thời gian dài. Hai người đều có sự đồng đều hoàn toàn trong suy nghĩ với nhau, cả trong lẫn ngoài sân đấu. Oikawa khoác áo số 1.
Hanamaki Takahiro (花巻 貴大)
Học sinh năm ba. Cậu giữ vị trí đập biên (Wing Spiker). Cậu là một cầu thủ bình tĩnh, tinh ý và mẫn cảm, có thể đọc được tình huống trận đấu khá tốt và thường giữ yên lặng trong suốt các trận. Dù vậy, cậu cũng có khiếu hài hước, đặc biệt với các thành viên năm ba và nhìn chung thân thiết với các thành viên khác trong đội. Hanamaki được thấy đã giơ kí hiệu chữ V khi Oikawa khen cậu. Cậu rất gần gũi với các học sinh năm ba, đặc biệt là với Matsukawa, người mà cậu thường đổi áo khoác cho và gần như luôn ở bên cạnh. Hanamaki khoác áo số 3.
Iwaizumi Hajime (岩泉 一)
Học sinh năm ba. Cậu là đội phó, giữ vị trí Ace và là một tay đập biên (Wing Spiker). Iwaizumi là một người đồng đội nghiêm khắc nhưng đáng tin cậy. Cậu là một tay đập cánh tài năng được biết đến với những cú đập bóng mạnh mẽ và chơi cùng Oikawa, người thường gọi cậu bằng biệt danh "Iwa-chan". Cậu là người chín chắn và có thể lực rất tốt. Cậu có tinh thần cổ vũ cho tất cả mọi người, kể cả Kageyama, bất kể quá khứ của cậu với Oikawa. Iwaizumi thường dùng đến bạo lực với Oikawa bất cứ khi nào cậu trêu chọc hay khiêu khích mình, tuy nhiên, Iwaizumi vô cùng quan tâm tới Oikawa và tin tưởng cậu. Cậu luôn kiểm tra Oikawa và ngăn cậu làm những việc có hại bằng cách không cho cậu luyện tập quá sức và la cậu vì những trò trẻ con của mình. Vì tài năng và có thái độ cứng rắn nhưng vẫn quan tâm người khác, cậu được coi là một người đội trưởng và rất được tôn trọng trong đội. Iwaizumi và Oikawa là bạn thân từ khi còn nhỏ, đã đi học cùng nhau và chơi bóng chuyền cùng nhau. Iwaizumi khoác áo số 4.
Yahaba Shigeru (矢巾 秀)
Học sinh năm hai. Cậu giữ vị trí chuyền hai (Setter). Bản tính của cậu là một người thích khoe khoang. Yahaba không thích Kyōtani, vì dù không còn đến luyện tập nữa nhưng vẫn được chọn để chơi chính thức. Cậu là người duy nhất trong đội quở trách Kyōtani vào mặt vì đã là một cầu thủ mạo hiểm, ích kỉ và gây nguy hại tới cơ hội cuối cùng của các thành viên năm ba để có thể tiến tới Giải Toàn quốc. Yahaba khoác áo số 5 vào những trận đấu bình thường và số 6 ở Giải Mùa xuân.
Watari Shinji (渡 親治)
Học sinh năm hai. Cậu là Libero duy nhất của đội. Cậu có vẻ thích được thử thách, khi đã mỉm cười khi thấy Nishinoya bắt chước lại kĩ thuật đập bóng từ sau vạch ba mét của mình. Watari cũng được thấy là rất nhẹ nhàng và thường khuyến khích người khác khi cậu cố gắng khích lệ Kyōtani sau khi cậu làm mất một điểm, mặc cho việc Kyōtani không có mối quan hệ tốt với cả đội. Trước đó, Watari cũng từng là một chuyền hai. Watari khoác áo số 7.
Kindaichi Yuutaro (金田一 勇太郎)
Học sinh năm nhất. Cậu chơi ở vị trí chắn giữa (Middle Blocker) và từng là đồng đội cũ của Kageyama khi còn ở Sơ trung Kitagawa Daiichi. Cậu còn bị gọi là "Đầu Củ Cải" bởi Hinata và Tanaka. Là một nạn nhân của sự hung hăng đến từ Kageyama trước kia, cậu và Kunimi là những người đã đề nghị huấn luyện viên của đội cho Kageyama ra ngồi dự bị. Dù nói rằng không quan tâm chuyện gì đã xảy ra với Kageyama, cậu vẫn cảm thấy tội lỗi khi thấy Kageyama đã trở nên dịu dàng hơn và thậm chí còn gắn kết được với đội bóng mới của mình. Khi chứng kiến mối quan hệ đáng ngạc nhiên của Kageyama với các thành viên của Karasuno, Kindaichi cảm thấy phần nào bị đánh bại, khiến Kunimi phải trừng phạt cậu vì điều đó. Cậu là bạn thân với Kunimi và hết mực tôn trọng Oikawa và Iwaizumi, khi đã biết cả ba người từ khi còn ở Kitagawa Daiichi. Kindaichi khoác áo số 12.
Kunimi Akira (国見 英)
Học sinh năm nhất. Cậu chơi ở vị trí đập biên (Wing Spiker) và từng là đồng đội cũ của Kageyama khi còn ở Sơ trung Kitagawa Daiichi. Cậu có một tính cách thờ ơ và lười biếng và thường không chơi hết sức lực của mình, khiến Kageyama từng phải liên tục trách móc. Ngược lại, Oikawa lại cho phép và khen ngợi lối chơi của cậu, điều này cho phép cậu tiết kiệm năng lượng của mình cho nửa sau của trận đấu, khi mà những người khác đã kiệt sức, giúp cậu có cơ hội ghi điểm cao hơn và làm cậu trở thành một cầu thủ tin cậy. Cậu trầm lặng và không thích những người ồn ào, năng động. Kageyama từng nói rằng Kunimi chưa bao giờ cười khi họ còn chơi cho Kitagawa Daiichi, nhưng lại để ý thấy rằng cậu đã cười và còn ăn mừng với các đồng đội mới ở THPT. Điều này đã khiến Kageyama cảm thấy thua kém Oikawa, người dường như luôn cố gắng thể hiện điều tốt nhất ở mỗi người. Kunimi là bạn thân với Kindaichi, người thường bị cậu tát vì cảm thấy tội lỗi về quá khứ với Kageyama. Kunimi khoác áo số 13.
Kyotani Kentaro (京谷 賢太郎)
Học sinh năm hai. Cậu giữ vị trí đập biên (Wing Spiker) và có biệt danh là "Chó Điên" do Oikawa đặt, là một cách chơi chữ trên phần đầu của tên cậu và là để miêu tả hành vi khó đoán của cậu. Cậu được huấn luyện viên Ukai miêu tả như là một con dao hai lưỡi vì dù có các cú đập bóng, bật nhảy và tốc độ mạnh mẽ, lối chơi của cậu lại quá liều lĩnh khi luôn đập bóng với 100% sức lực mà không kiểm tra xem cậu có bị chặn trước hay không. Cậu có tính tình hung hăng và hiếm khi nói chuyện với các đồng đội của mình, thường xuyên xông vào họ và trở nên giận dữ khi bị dùng làm cò mồi, ngay cả khi nó thành công. Cậu hoàn toàn không có khả năng làm việc nhóm và, ngoại trừ Iwaizumi, cũng không tôn trọng các đàn anh, thường xuyên làm các thành viên năm ba và năm hai tức giận. Mặc dù có tính cách thô lỗ, Kyōtani là một cầu thủ mạnh và đội bóng hồi cấp 2 của cậu được biết là chỉ mạnh lên trong những năm có cậu chơi. Cậu có sự kiểm soát cơ thể cùng kĩ thuật nhảy phát bóng tốt, và có thể đập bóng bằng cả hai tay. Mặc dù cậu chỉ nghe lời Iwaizumi, người mà cậu đã nhiều lần thách đấu nhưng đều thua trong các cuộc thi thể thao, Oikawa mới là người có thể làm cho cậu trở nên có ích nhất trong các trận đấu. Kyōtani khoác áo số 16.

### Cao trung Công nghiệp Date
Cao trung Công nghiệp Date (伊達工業高校, Date Kōgyō Kōkō), hay ngắn gọn là Datekō, nằm ở quận Miyagi. Đội Date chuyên về chắn bóng và có tỉ lệ chắn bóng thành công cao nhất trong cả quận, vì vậy được cho biệt danh "Bức Tường Sắt". Đồng phục của đội là màu trắng và xanh mòng két, còn biểu ngữ có dòng chữ "Bức Tường Sắt của Date". Đội được biết đến với kĩ thuật read-blocking và có hàng phòng thủ chắn bóng ba người.
Moniwa Kaname (茂庭 要)
Học sinh năm ba. Cậu chơi vị trí chuyền hai (Setter) và là đội trưởng của đội trong Giải Liên trường. Trước khi Moniwa tốt nghiệp, cậu đã có một khoảng thời gian khá khó khăn với các thành viên năm hai vì họ không chịu nghe lời cậu, và cậu thường phải nhờ cậy đến sự giúp đỡ của những đồng đội khác để có thể kiểm soát họ. Moniwa khoác áo số 2.
Kamasaki Yasushi (鎌先 靖志)
Học sinh năm ba. Cậu chơi ở vị trí chắn giữa (Middle Blocker) và là đội phó của đội. Cậu là một người ồn ào và hay gây lộn với Futakuchi, làm Moniwa luôn phải nhờ Aone ngăn lại. Kamasaki khoác áo số 1.
Futakuchi Kenji (二口 堅治)
Học sinh năm hai. Cậu chơi ở vị trí đập biên (Wing Spiker) và là đội trưởng của đội sau khi Moniwa tốt nghiệp. Cậu và Kamasaki không hề thân thiết và luôn luôn cãi nhau. Cậu thường có thái độ khá ung dung và hay gây rắc rối cho các đàn anh của mình trước khi họ tốt nghiệp. Khi trở thành đội trưởng, cậu được nhắc nhở về việc mình đã từng khiến các đàn anh của mình gặp khó khăn như thế nào sau khi chăm sóc lính mới đầy năng lượng của đội, Koganegawa. Vì học cùng lớp nên Futakuchi thường được thấy đi với Aone giữa các trận đấu và ở trong trường. Cậu là một trong nhiều cầu thủ đáng chú ý lập nên "Bức Tường Sắt". Cậu có một mối thù với đội Karasuno vì đã không thể chắn được bóng của họ ở trận cuối. Futakuchi ban đầu khoác áo số 6 nhưng sau đó đã chuyển sang số 2 khi trở thành đội trưởng.
Aone Takanobu (青根 高伸)
Học sinh năm hai. Cậu chơi ở vị trí chắn giữa (Middle Blocker) và là trụ cột chính trong hàng phòng thủ của Date Tech. Aone cao và có ngoại hình khó gần, nhưng thực ra cậu rất tốt bụng và nhẹ nhàng. Cậu không hay nói chuyện nhiều, và chỉ nói khi thực sự cần thiết. Trước trận đấu với Karasuno, Aone có thói quen chỉ ra Ace của đối thủ ngay khi gặp họ, làm cho Asahi sợ hãi. Cậu bắt đầu trở nên thân thiết hơn với Hinata sau trận đấu với Karasuno, công nhận năng lực làm một cò mồi hoàn hảo của cậu dù có thân hình nhỏ bé. Cậu thậm chí còn cảm thấy bị xúc phạm thay cho Hinata khi Futakuchi gọi Hinata là vô dụng nếu không có Kageyama, và sau đó đã lưu ý Koganegawa rằng không phải lúc nào người cao lớn và mạnh mẽ mới khó bị đánh bại. Cậu thường được đội trưỏng Moniwa giao cho trách nhiệm ngăn Kamasaki và Futakuchi khỏi gây lộn với nhau. Aone ban đầu khoác áo số 7, nhưng sau đó đã chuyển sang số 1 sau khi các thành viên năm ba tốt nghiệp.
Obara Yutaka (小原 豊)
Học sinh năm hai. Cậu ở vị trí đập biên (Wing Spiker). Obara khoác áo số 12.
Sakunami Kōusuke (作並 浩輔)
Học sinh năm nhất. Cậu giữ vị trí Libero của đội. Cậu học cùng lớp với Koganegawa, và được huấn luyện viên của họ giao nhiệm vụ "chỉ đạo" cậu, vì Koganegawa vẫn bị thiếu sót về kỹ năng chơi bóng chuyền. Sakunami khoác áo số 13.
Koganegawa Kanji (黄金川 貫至)
Học sinh năm nhất. Mặc dù cậu không tham gia ở Giải Liên trường, cậu cũng đã trở thành một chuyền hai sau khi các học sinh năm ba tốt nghiệp. Thế mạnh của Koganegawa là có một chiều cao vượt trội so với các học sinh năm nhất khác. Dù vậy, cậu vẫn còn thiếu kỹ năng và chưa quen với vị trí chuyền hai, thường xuyên chuyền bóng quá cao hay thậm chí là chuyền bóng ra ngoài biên. Cậu luôn tràn đầy năng lượng và tin rằng một cầu thủ nên chơi hết sức mình trong một trận đấu. Cậu sau đó cũng đã làm bạn với Hinata. Cậu là một tay chắn bóng tốt nhờ vào chiều cao của mình, và là một phần trong hàng chắn của đội.

### Học viện Fukurodani
Học viện Fukurōdani (梟谷学園, Fukurōdani Gakuen) nằm ở Tokyo. Từ "fukurō" (梟) trong tên trường có nghĩa là "chim cú mèo" trong tiếng Nhật, đồng thời cũng là linh vật của trường. Fukurōdani là một ngôi trường mạnh nằm trong top 4 của thành phố Tokyo và đã từng nhiều lần tiến vào Giải Toàn quốc. Họ là một đội bóng đặc biệt toàn diện được dẫn dắt bởi đội trưởng Bokuto Kōtarō, một trong top 5 Ace của Nhật Bản. Họ thường tổ chức các trại huấn luyện với những ngôi trường khác trong vùng Kantō như THPT Nekoma, Ubugawa và Shinzen; nhóm các trường này được gọi là Khối Học viện Fukurōdani. Màu của đội là đen, trắng và vàng kim, trên biểu ngữ có câu "Một quả bóng, trái tim và tâm hồn".
Bokuto Kotaro (木兎 光太郎)
Học sinh năm ba. Cậu giữ vị trí đập biên (Wing Spiker), Ace và là đội trưởng của đội. Cậu là một trong top 5 Ace của Nhật Bản và chỉ suýt soát vào được top 3. Bokuto rất đam mê và nhiệt tình với môn bóng chuyền. Cậu bị các đồng đội gọi là "đầu óc đơn giản" và dễ dàng trở nên vui vẻ bởi những cú đập bóng thành công của mình và lời khen ngợi từ người khác, đặc biệt là từ Akaashi. Bất chấp tính cách trẻ con của mình, Bokuto rất nghiêm túc với bóng chuyền và được biết đến với ngay cả những cầu thủ từ các khu vực khác nhờ tài năng tuyệt vời và sự hiện diện trong trận đấu của mình. Cậu đặc biệt nổi tiếng với những cú đập bóng chéo sân và dọc đường biên, khiến đội đối thủ rất khó đỡ bóng. Tuy nhiên, Bokuto lại có tâm trạng vô cùng thất thường mà các thành viên gọi là "chế độ thoái chí", khi mà ngay cả những điều nhỏ nhặt nhất cũng có thể làm thay đổi tâm trạng của cậu và từ đó sẽ ảnh hưởng tới việc thi đấu. Mặc cho những rắc rối mà cậu gây ra, cả đội, đặc biệt là Akaashi, vẫn kiên nhẫn với cậu và cùng nhau thúc đẩy tinh thần cho Bokuto để đưa cậu trở lại trạng thái tốt nhất của mình. Bokuto là người xã giao và dễ dàng kết bạn với những ngôi trường khác. Takeda đã nhận xét rằng Bokuto là một cầu thủ "kỳ lạ" có thể khởi dậy tinh thần của cả đồng đội lẫn đối thủ, và ngay cả khi là đối thủ thì mọi người cũng muốn cổ vũ cho cậu. Bokuto khoác áo số 4.
Akaashi Keiji (赤葦 京治)
Học sinh năm hai. Cậu là đội phó và giữ vị trí chuyền hai (Setter) của đội. Cậu là một cầu thủ thông minh, có óc phân tích cao, thường dượt lại nhiều tình huống và kết quả trước khi quyết định làm gì đó. Cậu là người lịch sự và điềm tĩnh, thường được thấy với khuôn mặt vô cảm hoặc hơi căng thẳng, thường là do tâm trạng thất thường sắp xảy ra của Bokuto. Akaashi rất kiên nhẫn với Bokuto, và là người đi đầu của đội trong việc xử lý tâm trạng thất thường của cậu. Cậu quan sát và theo dõi cảm xúc của Bokuto trong các trận đấu để đánh giá xem liệu "chế độ thoái chí" của cậu có xuất hiện hay không; khi nó xảy ra, Akaashi cố gắng tìm hiểu xem điều gì đang làm phiền Bokuto và giúp cậu trở lại bình thường, dù nó chỉ đơn giản là ra hiệu cho cả đội khen ngợi cậu hay dựng ra các vở kịch để Bokuto có thể lấy lại tinh thần của mình. Các kĩ năng của cậu đều rất cân bằng và một chuyền hai tài năng, có thể kiến tạo một cách chính xác và nhanh chóng các pha bóng thành công cho đội. Cậu còn có thói quen lơ đễnh nghịch bàn tay của mình. Mặc dù nói rằng mình vẫn chưa hoàn toàn hiểu được cách Bokuto hoạt động ra sao, Akaashi vẫn có thể ghi nhớ trong đầu ít nhất 37 điểm yếu của Bokuto. Akaashi khoác áo số 5.
Washio Tatsuki (鷲尾 辰生)
Học sinh năm ba. Cậu giữ vị trí chắn giữa (Middle Blocker) trong đội. Cậu cao, nghiêm nghị và khá trầm tính. Mặc dù Washio không tích cực như các thành viên khác trong việc khích lệ Bokuto, nhưng cậu vẫn luôn ủng hộ và tin tưởng vào Bokuto, biết rằng cậu cuối cùng rồi cũng sẽ ổn. Washio khoác áo số 2.
Sarukui Yamato (猿杙 大和)
Học sinh năm ba. Cậu giữ vị trí đập biên (Wing Spiker). Cậu thường được các đồng đội gọi bằng biệt danh "Saru". Cậu, Konoha và Komi thường giúp Akaashi khích lệ Bokuto. Sarukui khoác áo số 3.
Konoha Akinori (木葉 秋紀)
Học sinh năm ba. Cậu giữ vị trí đập biên (Wing Spiker). Konoha là một cầu thủ dễ chịu và cân bằng, cậu từng bị một cổ động viên của Fukurōdani gọi là "Một nghề thì sống, đống nghề thì chết" làm cậu rất khó chịu. Cậu thường giúp Akaashi đối phó với Bokuto, tuy nhiên, không như Akaashi, cậu thích dùng những cách bạo lực hơn, như đập vào lưng cậu hay nhào vào cậu từ đằng sau. Sự hung hăng của cậu là kiểu "yêu cho roi cho vọt", vì cậu hoàn toàn tin tưởng vào Bokuto, thậm chí còn nói với Akaashi rằng cậu có thể lờ Bokuto đi vì cuối cùng thì Bokuto cũng sẽ trở lại. Konoha khoác áo số 7.
Anahori Shuuichi (穴掘 秀一)
Học sinh năm nhất. Cậu là một chuyền hai (Setter) trong đội. Anahori khoác áo số 10.
Komi Haruki (小見 春樹)
Học sinh năm ba. Cậu giữ vị trí Libero trong đội. Cậu là người hướng ngoại và đầy năng lượng, và là thành viên thấp nhất của Fukurodani. Cậu thường cố gắng động viên Bokuto khi cậu bị mất tinh thần. Komi khoác áo số 11.
Onaga Wataru (尾長 渉)
Học sinh năm nhất. Cậu giữ vị trí chắn giữa (Middle Blocker) trong đội. Onaga khoác áo số 12.

### Học viện Shiratorizawa
Học viện Shiratorizawa (白鳥沢学園, Shiratorizawa Gakuen) là một trường Cao trung nằm ở thành phố Sendai, thủ phủ tỉnh Miyagi. Hai chữ cái đầu tiên của tên trường (白鳥) có nghĩa là "thiên nga" trong tiếng Nhật, nhưng vì bản dịch trực tiếp là "con chim trắng" nên linh vật của trường là đại bàng trắng. Họ là nhà vô địch bất bại của tỉnh Miyagi và đứng trong top 8 của Nhật Bản, được dẫn dắt bởi đội trưởng Ushijima Wakatoshi, người đứng trong top 3 Ace của khối Cao trung trong nước. Theo huấn luyện viên Ukai, sức mạnh của Shiratorizawa giống như "phép cộng", kết hợp thế mạnh của từng thành viên, ngược lại với "phép nhân" của Karasuno. Shiratorizawa còn nổi tiếng với các kì thi đầu vào cực kì khó để đỗ. Vì vậy, đa số các thành viên của đội (trừ Shirabu) đều được lựa chọn riêng thông qua các học bổng thể thao. Màu của trường là đỏ nâu và trắng, trên biểu ngữ có câu "Sức Mạnh Mãnh Liệt".
Ushijima Wakatoshi (牛島 若利)
Học sinh năm ba. Cậu giữ ở vị trí đập bóng (Wing Spiker), Ace và là đội trưởng của đội. Đôi khi cậu được gọi bằng biệt danh "Ushiwaka". Ushijima đã vào học trường Shiratorizawa từ hồi cấp 2. Cậu là một trong top 3 Ace của Nhật Bản, và là đại diện duy nhất của vùng Tōhoku được chọn để chơi cho đội U-19 của Nhật trong Giải trẻ Thế giới. Cậu được biết đến với sức mạnh kinh ngạc của mình, được thấy trong những cú giao bóng bùng nổ vô cùng khó để đỡ hay chắn.
Tendo Satori (天童 覚)
Học sinh năm ba. Cậu giữ vị trí chắn giữa (Middle Blocker). Tendō được mệnh danh là "Quái Vật Phỏng Đoán" bởi các đội khác bởi khả năng chặn đoán (Guess Block) của mình và gần như các phán đoán của cậu đều chính xác. Vì thế, cậu luôn rất tự tin vào kỹ năng này của mình. Tendō là môt người vui vẻ và ồn ào, mặc dù có chút mỉa mai với người khác. Cậu thích trêu chọc cả đồng đội lẫn đối thủ của mình. Tuy nhiên, khi cậu đã vào trận đấu thì liền trở thành một người khác, đáng sợ hơn, và thích thưởng thức vẻ mặt thất bại của người khác mỗi khi họ bị đánh bại. Cậu hay hát: " baki baki...... " mỗi khi đội nhà ghi điểm. Tendō khoác áo số 5.
Goshiki Tsutomu (五色 工)
Học sinh năm nhất. Cậu giữ vị trí đập cánh (Wing Spiker) và là một Ace tiềm năng của đội. Goshiki là một người chăm chỉ, có tham vọng và thích khoe khoang. Mỗi lần cậu thực hiện một động tác tốt, cậu sẽ nhìn xung quanh trong sung sướng và tự hỏi xem có ai chứng kiến không. Cậu cũng thường đáp lại những điều mà các đồng đội nói một cách hào hứng dù không hiểu gì cả. Goshiki đặc biệt ngưỡng mộ Ushijima và mơ ước sẽ trở thành một Ace giỏi hơn cậu. Goshiki khoác áo số 8.
Shirabu Kenjirō (白布 賢二郎)
Học sinh năm hai. Cậu tôn trọng các đàn anh của mình, đặc biệt là Ushijima. Mặc dù luôn tỏ ra nghiêm túc và điềm đạm, nhưng Shirabu lại cực kỳ nóng nảy và khó chịu với nhiều cách phản công của đối thủ. Trong khi bị nhiều áp lực đè lên vai, Shirabu cũng nhanh chóng nhận ra sai lầm của mình để sửa chữa. Shirabu rất chăm học và chăm chỉ. Cậu được một người bạn học cũ cho biết là dù đã đạt điểm xuất sắc nhưng thậm chí còn chuyên tâm vào việc học của mình hơn khi quyết định theo học tại Shiratorizawa để có thể chơi cùng với Ushijima. Shirabu khoác áo số 10. 
Semi Eita (瀬見 英太)

Học Viện ITACHIYAMA